# Ulrich Schulze (Schachspieler)
Ulrich Schulze (* 12. November 1950 in Berlin) ist ein deutscher Schachspieler.

## Leben
Seit 1992 trägt Schulze den Titel Internationaler Meister. Die erste IM-Norm erreichte er in Bern 1989, die zweite wiederum in Bern 1990 und die dritte kurze Zeit später bei einem Rundenturnier in Kecskemét, Ungarn.
Schulze erlernte das Schachspiel in den späten 1950er Jahren von seinem Bruder Eberhard (* 1946). Sein erster Verein war der SC Pforzheim, dem er bis in die 1970er Jahre treu blieb. Danach spielte er für den Schachclub Eppingen, Mühlacker, Ispringen, Untergrombach, Zähringen und Viernheim. Mit dem SC Viernheim spielte er in der Saison 1998/99 zum ersten Mal in der deutschen Schachbundesliga. Von der Saison 2004/05 bis 2012 spielte er in der Schachbundesliga, der 2. Bundesliga Süd, der Oberliga und der Verbandsliga Baden wieder für den Schachclub Eppingen. Seit Beginn der Saison 2012/13 spielt er bei seinem heimatnächsten Verein, dem Schachclub Bretten.
Im Jahre 1969 wurde er in Bretten badischer Jugendmeister. Den badischen Pokal gewann er 1973 und 1981. Er spielt regelmäßig in der Auswahl des Badischen Schachverbandes bei Länderkämpfen.
Schulze ist gelernter Bankkaufmann (Betriebswirt) und arbeitete im öffentlichen Dienst. Er wohnt in Bad Rappenau.